# EPrix Pekinu 2015
ePrix Pekinu 2015 (oryg. 2015 FIA Formula E SWUSP Beijing ePrix) – pierwsza runda Formuły E w sezonie 2015/2016. Zawody odbyły się 24 października 2015 roku na ulicznym torze w wiosce olimpijskiej w Pekinie.

## Lista startowa
| Nr | Kierowca               | Zespół                          | Samochód             | Silnik                  | Opony |
| -- | ---------------------- | ------------------------------- | -------------------- | ----------------------- | ----- |
| 1  | Nelson Piquet Jr.      | NextEV TCR Formula E Team       | Spark-NextEV         | NextEV TCR FormulaE 001 | M     |
| 2  | Sam Bird               | DS Virgin Racing Formula E Team | Spark-Citroën        | Virgin DSV-01           | M     |
| 4  | Stéphane Sarrazin      | Venturi Formula E Team          | Spark-Venturi        | Venturi VM200-FE-01     | M     |
| 6  | Loïc Duval             | Dragon Racing                   | Spark-Venturi        | Venturi VM200-FE-01     | M     |
| 7  | Jérôme d’Ambrosio      | Dragon Racing                   | Spark-Venturi        | Venturi VM200-FE-01     | M     |
| 8  | Nicolas Prost          | Renault e.Dams                  | Spark-Renault Sport  | Renault Z.E 15          | M     |
| 9  | Sébastien Buemi        | Renault e.Dams                  | Spark-Renault Sport  | Renault Z.E 15          | M     |
| 10 | Salvador Durán         | Trulli Formula E Team           | Spark-Motomatica     | Motomatica JT-01        | M     |
| 11 | Lucas Di Grassi        | ABT Schaeffler Audi Sport       | Spark-Abt Sportsline | ABT Schaeffler FE01     | M     |
| 12 | Jacques Villeneuve     | Venturi Formula E Team          | Spark-Venturi        | Venturi VM200-FE-01     | M     |
| 18 | Vitantonio Liuzzi      | Trulli Formula E Team           | Spark-Motomatica     | Motomatica JT-01        | M     |
| 21 | Bruno Senna            | Mahindra Racing Formula E Team  | Spark-Mahindra       | Mahindra M2ELECTRO      | M     |
| 23 | Nick Heidfeld          | Mahindra Racing Formula E Team  | Spark-Mahindra       | Mahindra M2ELECTRO      | M     |
| 25 | Jean-Éric Vergne       | DS Virgin Racing Formula E Team | Spark-Citroën        | Virgin DSV-01           | M     |
| 27 | Robin Frijns           | Amlin Andretti Formula E        | Spark-McLaren        | SRT01-e                 | M     |
| 28 | Simona de Silvestro    | Amlin Andretti Formula E        | Spark-McLaren        | SRT01-e                 | M     |
| 55 | António Félix da Costa | Team Aguri                      | Spark-McLaren        | SRT01-e                 | M     |
| 66 | Daniel Abt             | ABT Schaeffler Audi Sport       | Spark-Abt Sportsline | ABT Schaeffler FE01     | M     |
| 77 | Nathanaël Berthon      | Team Aguri                      | Spark-McLaren        | SRT01-e                 | M     |
| 88 | Oliver Turvey          | NextEV TCR Formula E Team       | Spark-NextEV         | NextEV TCR FormulaE 001 | M     |
| Nr | Kierowca               | Zespół                          | Samochód             | Silnik                  | Opony |

## Wyniki

### I Sesja treningowa
| Nr | Kierowca        | Konstruktor    | Czas     | Okr. |
| -- | --------------- | -------------- | -------- | ---- |
| 9  | Sébastien Buemi | Renault e.Dams | 1:36,991 | 19   |

### II Sesja treningowa
| Nr | Kierowca        | Konstruktor               | Czas     | Okr. |
| -- | --------------- | ------------------------- | -------- | ---- |
| 11 | Lucas Di Grassi | ABT Schaeffler Audi Sport | 1:37,279 | 7    |

### Kwalifikacje
Źródło: motorsport.com
| Poz. | Nr | Kierowca               | Konstruktor               | Czas     | Poz. s. |
| ---- | -- | ---------------------- | ------------------------- | -------- | ------- |
| 1    | 9  | Sébastien Buemi        | Renault e.Dams            | 1:37,488 |         |
| 2    | 25 | Jean-Éric Vergne       | DS Virgin Racing          | 1:38,028 |         |
| 3    | 8  | Nicolas Prost          | Renault e.Dams            | 1:38,206 |         |
| 4    | 23 | Nick Heidfeld          | Mahindra Racing           | 1:38,512 |         |
| 5    | 11 | Lucas Di Grassi        | ABT Schaeffler Audi Sport | 1:38,519 |         |
| 6    | 4  | Stéphane Sarrazin      | Venturi                   | 1:38,645 | 6       |
| 7    | 21 | Bruno Senna            | Mahindra Racing           | 1:38,761 | 7       |
| 8    | 6  | Loïc Duval             | Dragon Racing             | 1:38,859 | 8       |
| 9    | 2  | Sam Bird               | DS Virgin Racing          | 1:38,884 | 9       |
| 10   | 7  | Jérôme d’Ambrosio      | Dragon Racing             | 1:39,058 | 10      |
| 11   | 66 | Daniel Abt             | ABT Schaeffler Audi Sport | 1:39,220 | 11      |
| 12   | 12 | Jacques Villeneuve     | Venturi                   | 1:39,665 | 12      |
| 13   | 27 | Robin Frijns           | Amlin Andretti            | 1:39,672 | 13      |
| 14   | 28 | Simona de Silvestro    | Amlin Andretti            | 1:39,681 | 14      |
| 15   | 88 | Oliver Turvey          | NextEV TCR                | 1:39,734 | 15      |
| 16   | 55 | António Félix da Costa | Team Aguri                | 1:40,295 | 16      |
| 17   | 77 | Nathanaël Berthon      | Team Aguri                | 1:40,386 | 17      |
| 18   | 1  | Nelson Piquet Jr.      | NextEV TCR                | 1:40,638 | 18      |
| Poz. | Nr | Kierowca               | Konstruktor               | Czas     | Poz. s. |

#### Super Pole
| Poz. | Nr | Kierowca         | Konstruktor               | Czas     | Poz. s. |
| ---- | -- | ---------------- | ------------------------- | -------- | ------- |
| 1    | 9  | Sébastien Buemi  | Renault e.Dams            | 1:37,297 | 1       |
| 2    | 8  | Nicolas Prost    | Renault e.Dams            | 1:37,581 | 2       |
| 3    | 23 | Nick Heidfeld    | Mahindra Racing           | 1:38,339 | 3       |
| 4    | 11 | Lucas Di Grassi  | ABT Schaeffler Audi Sport | 1:39,539 | 4       |
| 5    | 25 | Jean-Éric Vergne | DS Virgin Racing          | 2:21,284 | 5       |
| Poz. | Nr | Kierowca         | Konstruktor               | Czas     | Poz. s. |

### Wyścig
Źródło: Wyprzedź Mnie!
| P                 | + / –     | Nr | Kierowca               | Konstruktor               | Okr. | Czas / Strata | Komentarz |
| ----------------- | --------- | -- | ---------------------- | ------------------------- | ---- | ------------- | --------- |
| 1                 | Bez zmian | 9  | Sébastien Buemi        | Renault e.Dams            | 26   | 50:08,835     |           |
| 2                 | 2         | 11 | Lucas Di Grassi        | ABT Schaeffler Audi Sport | 26   | +0:11,006     |           |
| 3                 | Bez zmian | 23 | Nick Heidfeld          | Mahindra Racing           | 26   | +0:15,681     |           |
| 4                 | 4         | 6  | Loïc Duval             | Dragon Racing             | 26   | +0:16,009     |           |
| 5                 | 5         | 7  | Jérôme d’Ambrosio      | Dragon Racing             | 26   | +0:16,514     |           |
| 6                 | 9         | 88 | Oliver Turvey          | NextEV TCR                | 26   | +0:39,466     |           |
| 7                 | 2         | 2  | Sam Bird               | DS Virgin Racing          | 26   | +0:47,531     |           |
| 8                 | 9         | 77 | Nathanaël Berthon      | Team Aguri                | 26   | +0:58,620     |           |
| 9                 | 3         | 4  | Stéphane Sarrazin      | Venturi                   | 26   | +1:07,814     |           |
| 10                | 3         | 27 | Robin Frijns           | Amlin Andretti            | 26   | +1:09,260     |           |
| 11                | Bez zmian | 66 | Daniel Abt             | ABT Schaeffler Audi Sport | 26   | +1:13,351     |           |
| 12                | 7         | 25 | Jean-Éric Vergne       | DS Virgin Racing          | 26   | +1:31,040     |           |
| 13                | 6         | 21 | Bruno Senna            | Mahindra Racing           | 26   | +1:50,833     |           |
| 14                | 2         | 12 | Jacques Villeneuve     | Venturi                   | 25   | +1 okr.       |           |
| 15                | 3         | 1  | Nelson Piquet Jr.      | NextEV TCR                | 24   | +2 okr.       |           |
| Niesklasyfikowani |           |    |                        |                           |      |               |           |
|                   |           | 8  | Nicolas Prost          | Renault e.Dams            | 22   | +4 okr.       |           |
|                   |           | 55 | António Félix da Costa | Team Aguri                | 13   | +13 okr.      |           |
|                   |           | 28 | Simona de Silvestro    | Amlin Andretti            | 2    | +24 okr.      |           |
| P                 | + / –     | Nr | Kierowca               | Konstruktor               | Okr. | Czas / Strata | Komentarz |

### Najszybsze okrążenie
| Nr | Kierowca        | Konstruktor    | Czas     | Okr. |
| -- | --------------- | -------------- | -------- | ---- |
| 9  | Sébastien Buemi | Renault e.Dams | 1:39,993 | 24   |

### Prowadzenie w wyścigu
Źródło: Racing–Reference.info
| Nr                              | Kierowca        | Okrążenia | Suma |
| ------------------------------- | --------------- | --------- | ---- |
| 9                               | Sébastien Buemi | 1-26      | 26   |
| \| Wykres \| \| ------ \| \| \| |                 |           |      |
| Wykres                          |                 |           |      |
|                                 |                 |           |      |

## Klasyfikacja po zakończeniu wyścigu

### Kierowcy
| P                 | +/− | Kierowca               | Starty | Punkty | P1 | P2 | P3 | PP | NO | NS |
| ----------------- | --- | ---------------------- | ------ | ------ | -- | -- | -- | -- | -- | -- |
| 1                 | N   | Sébastien Buemi        | 1      | 30     | 1  | –  | –  | 1  | 1  | –  |
| 2                 | N   | Lucas Di Grassi        | 1      | 18     | –  | 1  | –  | –  | –  | –  |
| 3                 | N   | Nick Heidfeld          | 1      | 15     | –  | –  | 1  | –  | –  | –  |
| 4                 | N   | Loïc Duval             | 1      | 12     | –  | –  | –  | –  | –  | –  |
| 5                 | N   | Jérôme d’Ambrosio      | 1      | 10     | –  | –  | –  | –  | –  | –  |
| 6                 | N   | Oliver Turvey          | 1      | 8      | –  | –  | –  | –  | –  | –  |
| 7                 | N   | Sam Bird               | 1      | 6      | –  | –  | –  | –  | –  | –  |
| 8                 | N   | Nathanaël Berthon      | 1      | 4      | –  | –  | –  | –  | –  | –  |
| 9                 | N   | Stéphane Sarrazin      | 1      | 2      | –  | –  | –  | –  | –  | –  |
| 10                | N   | Robin Frijns           | 1      | 1      | –  | –  | –  | –  | –  | –  |
| 11                | N   | Daniel Abt             | 1      | 0      | –  | –  | –  | –  | –  | –  |
| 12                | N   | Jean-Éric Vergne       | 1      | 0      | –  | –  | –  | –  | –  | –  |
| 13                | N   | Bruno Senna            | 1      | 0      | –  | –  | –  | –  | –  | –  |
| 14                | N   | Jacques Villeneuve     | 1      | 0      | –  | –  | –  | –  | –  | –  |
| 15                | N   | Nelson Piquet Jr.      | 1      | 0      | –  | –  | –  | –  | –  | –  |
| Niesklasyfikowani |     |                        |        |        |    |    |    |    |    |    |
|                   |     | Nicolas Prost          | 1      | –      | –  | –  | –  | –  | –  | 1  |
|                   |     | António Félix da Costa | 1      | –      | –  | –  | –  | –  | –  | 1  |
|                   |     | Simona de Silvestro    | 1      | –      | –  | –  | –  | –  | –  | 1  |
| P                 | +/− | Kierowca               | Starty | Punkty | P1 | P2 | P3 | PP | NO | NS |

### Zespoły
| P | +/− | Konstruktor               | Starty | Punkty | P1 | P2 | P3 | PP | NO | NS |
| - | --- | ------------------------- | ------ | ------ | -- | -- | -- | -- | -- | -- |
| 1 | N   | Renault e.Dams            | 2      | 30     | 1  | –  | –  | 1  | 1  | 1  |
| 2 | N   | Dragon Racing             | 2      | 22     | –  | –  | –  | –  | –  | –  |
| 3 | N   | ABT Schaeffler Audi Sport | 2      | 18     | –  | 1  | –  | –  | –  | –  |
| 4 | N   | Mahindra Racing           | 2      | 15     | –  | –  | 1  | –  | –  | –  |
| 5 | N   | NextEV TCR                | 2      | 8      | –  | –  | –  | –  | –  | –  |
| 6 | N   | DS Virgin Racing          | 2      | 6      | –  | –  | –  | –  | –  | –  |
| 7 | N   | Team Aguri                | 2      | 4      | –  | –  | –  | –  | –  | 1  |
| 8 | N   | Venturi                   | 2      | 2      | –  | –  | –  | –  | –  | –  |
| 9 | N   | Amlin Andretti            | 2      | 1      | –  | –  | –  | –  | –  | 1  |
| P | +/− | Kierowca                  | Starty | Punkty | P1 | P2 | P3 | PP | NO | NS |